# Platja del Toro
La Platja de les Penyes Roges (popularment de ses Penyes Rotges), dita també Platja del Toro  o  Racó de la Fragata (popularment de sa Fragata) és una platja del terme de Calvià, als peus de la urbanització del Toro, aferrada al Port del Toro. Està situada entre la Punta Prima i la Punta del Carregador, a una cala dita Cala de les Penyes Roges, i és d'arena fina i color daurat. Es tracta d'una platja artificial, sense passeig marítim ni vegetació ni espais protegits.
A la seva part posterior s'aixeca un penya-segat natural vertical, de color vermellós producte de l'alt contingut de rovell de ferro en el substrat del sòl, que rep el nom de les Penyes Roges, que donen nom a la cala i la platja. Dalt del penya-segat s'alcen xalets, la qual cosa explica l'afluència massiva de gent.

## Serveis
L'accés per carretera és senzill seguint la senyalització viària; el vehicle particular es pot estacionar de franc pels voltants. També es pot optar pel transport públic: l'autobús s'atura per la rodalia d'aquesta platja. Per altra banda, la platja compta amb accés per a minusvàlids i amb zona de fondeig. No es pot fer acampada, no hi ha serveis de socors, restaurants, papereres ni aparcaments, però sí que compta amb dutxes, quioscs, banys i telèfons.